# Gun Sjödin
Inez Gunvor (Gun) Sjödin, född 15 maj 1911 i Gustaf Vasa församling, Stockholm, död 20 december 1977 i Kungsholms församling, Stockholm, var en svensk arkitekt. 
Sjödin, som var dotter till bokbindaren Ragnar Sjödin och Anna Elisabet Constance Engström, avlade studentexamen vid Åhlinska skolan i Stockholm 1929 och utexaminerades från Kungliga Tekniska högskolan 1934. Hon var anställd på Kooperativa förbundets arkitektkontor 1934–1936, hos Sven Markelius 1936–1940, vid Statens byggnadslånebyrå 1945–1948 och var avdelningsdirektör vid Bostadsstyrelsens tekniska byrå 1948–1976. Hon var redaktionssekreterare för tidskriften Byggmästaren 1934–1935.
Sjödin gifte sig 1937 med Arnold Ljungdal.